# Clathrotellina carnicolor
Espèce
Synonymes
- Angulus corbis (G. B. Sowerby II, 1867)[2]
- Arcopagia dapsilis Hedley, 1909[2] [3]
- Tellina carnicolor Hanley, 1846[2]
- Tellina corbis G. B. Sowerby II, 1867[2]
- Tellina hirasei Pilsbry, 1904[2]
- Tellina incarnata Hanley, 1844[2]
- Tellina strangei Deshayes, 1855[2]

Clathrotellina carnicolor est une espèce de mollusques bivalves de la famille des Tellinidae.

## Systématique
L'espèce Clathrotellina carnicolor a été initialement décrite en 1844 par Sylvanus Hanley (d)  par inadvertance sous un nom déjà occupé, Tellina incarnata, erreur que l'auteur corrige en 1846 avec le protonyme de Tellina carnicolor.

## Publication originale
- Sylvanus Hanley, A monograph of the genus Tellina (publication), George Brettingham Sowerby II, Londres, 1846, [lire en ligne].